# ماریوم مختاری
ماریوم مختاری (انگلیسی: Marium Mukhtiar; ۱۸ مهٔ ۱۹۹۲ – ۲۴ نوامبر ۲۰۱۵) خلبان جنگنده اهل پاکستان بود.